# Asterobemisia curvata
Asterobemisia curvata là một loài côn trùng cánh nửa trong họ Aleyrodidae, phân họ Aleyrodinae.
Asterobemisia curvata được Qureshi miêu tả khoa học đầu tiên năm 1981.